# Guernsey (Wyoming)
Guernsey és una població dels Estats Units a l'estat de Wyoming. Segons el cens del 2000 tenia 1.147 habitants.

## Demografia
Segons el cens del 2000, Guernsey tenia 1.147 habitants, 504 habitatges, i 312 famílies. La densitat de població era de 413,9 habitants/km².
Dels 504 habitatges en un 30,4% hi vivien nens de menys de 18 anys, en un 49% hi vivien parelles casades, en un 9,9% dones solteres, i en un 37,9% no eren unitats familiars. En el 33,3% dels habitatges hi vivien persones soles el 15,7% de les quals corresponia a persones de 65 anys o més que vivien soles. El nombre mitjà de persones vivint en cada habitatge era de 2,28 i el nombre mitjà de persones que vivien en cada família era de 2,89.
Per edats la població es repartia de la següent manera: un 26,8% tenia menys de 18 anys, un 7,1% entre 18 i 24, un 23,8% entre 25 i 44, un 26,9% de 45 a 60 i un 15,3% 65 anys o més.
L'edat mediana era de 40 anys. Per cada 100 dones de 18 o més anys hi havia 89,6 homes.
La renda mediana per habitatge era de 30.758 $ i la renda mediana per família de 38.958 $. Els homes tenien una renda mediana de 37.778 $ mentre que les dones 17.656 $. La renda per capita de la població era de 14.897 $. Entorn del 7,6% de les famílies i el 10,9% de la població estaven per davall del llindar de pobresa.

## Poblacions més properes
El següent diagrama mostra les poblacions més properes.